# دوارننه
دوارننه (به فرانسوی: Douarnenez) یک کمون در فرانسه است که در canton of Douarnenez واقع شده‌است.

## خصوصیات
دوارننه ۲۴٫۹۴ کیلومترمربع مساحت و ۱۵٬۰۶۶ نفر جمعیت دارد.

## خواهرخوانده
شهر مورمانسک خواهرخواندهٔ دوارننه هست.